# AccuWeather
AccuWeather是美国一家媒體公司，提供商業性气象预报服务全球。AccuWeather是一个混成词，由英文“准确”（accurate）和“天气”（weather）所构成。
这家气象公司成立于1962年，由知名气象学教授乔尔·迈尔斯（Joel N. Myers）所创，乔尔·迈尔斯毕业于宾夕法尼亚州立大学的气象学研究生。他的第一个客户是一个在宾夕法尼亚州的天然气公司。在经营公司的同时，迈尔斯也成为了宾夕法尼亚州立大学的气象学系的一员。公司于1971年被命名为“AccuWeather”。
AccuWeather总部设在宾夕法尼亚州州学院。2006年，AccuWeather 收购了在堪萨斯州威奇托的WeatherData公司，并将它作为WeatherData的子公司。现在在威奇托的设备负责专门预报恶劣天气。

## 外部連結

### 相關軟體
- 適用於Java手機系統的AccuWeather應用程式（页面存档备份，存于）

### 相關報導
- AccuWeather Releases Spanish-Language Widgets - Hispanic PRWire<https://web.archive.org/web/20110928051235/http://www.hispanicprwire.com/news.php?l=in&id=9372&cha=12>
- PC World Ten Must-See iPhone Apps (including AccuWeather iPhone app) https://web.archive.org/web/20080524055011/http://www.pcworld.com/article/id,135586-c,iphone/article.html
- Ousley, Marvel. . SLNN.COM. 2007-04-26  [2007-06-25]. （原始内容存档于2007-05-22）.
- Durham Jr, Joel. . PC World. 2007-03-21  [2007-06-25]. （原始内容存档于2007-07-06）.
- AccuWeather.com 15-day forecast widget for iPhone and Mac OS X users iPhone app: Accuweather.com | iPhone Atlas - CNET ReviewsArchive.today的存檔，存档日期2010-04-13